# Conus castaneus
Espèce
Conus castaneus est une espèce de mollusques gastéropodes marins de la famille des Conidae.
Comme toutes les espèces du genre Conus, ces escargots sont prédateurs et venimeux. Ils sont capables de « piquer » les humains et doivent donc être manipulés avec précaution, voire pas du tout.

## Description
La taille de la coquille varie entre 11 mm et 30 mm.

## Distribution
Cette espèce marine d'escargot conique est présente dans la mer des Caraïbes et au large de l'archipel des archipel des Abrolhos, à l'est du Île de Brasil.

## Taxonomie

### Publication originale
L'espèce Conus castaneus a été décrite pour la première fois en 1848 par le zoologiste français Louis Charles Kiener (1799-1881) dans la publication intitulée « Spécies général et iconographie des coquilles vivantes Vol 2 »,.

### Synonymes
- Conus (Dauciconus) castaneus Kiener, 1848 · appellation alternative
- Gradiconus castaneus (Kiener, 1848) · non accepté

## Identifiants taxonomiques
Chaque taxon catalogué par les bases de données biologiques et taxonomiques possède un identifiant qui permet d'établir un point de référence. Les identifiants de Conus castaneus dans les principales bases sont les suivants :
CoL : XX4T - GBIF : 6511428 - iNaturalist : 860414 - IRMNG : 11706407 - WoRMS : 429455